# ینی‌محله، آنکارا
ینی‌محله (به ترکی استانبولی: Yenimahalle) یک شهر در ترکیه است که در استان آنکارا واقع شده‌است. ینی‌محله ۸۳۰ متر بالاتر از سطح دریا واقع شده‌است.